# St. Johannes der Täufer (Ermengerst)

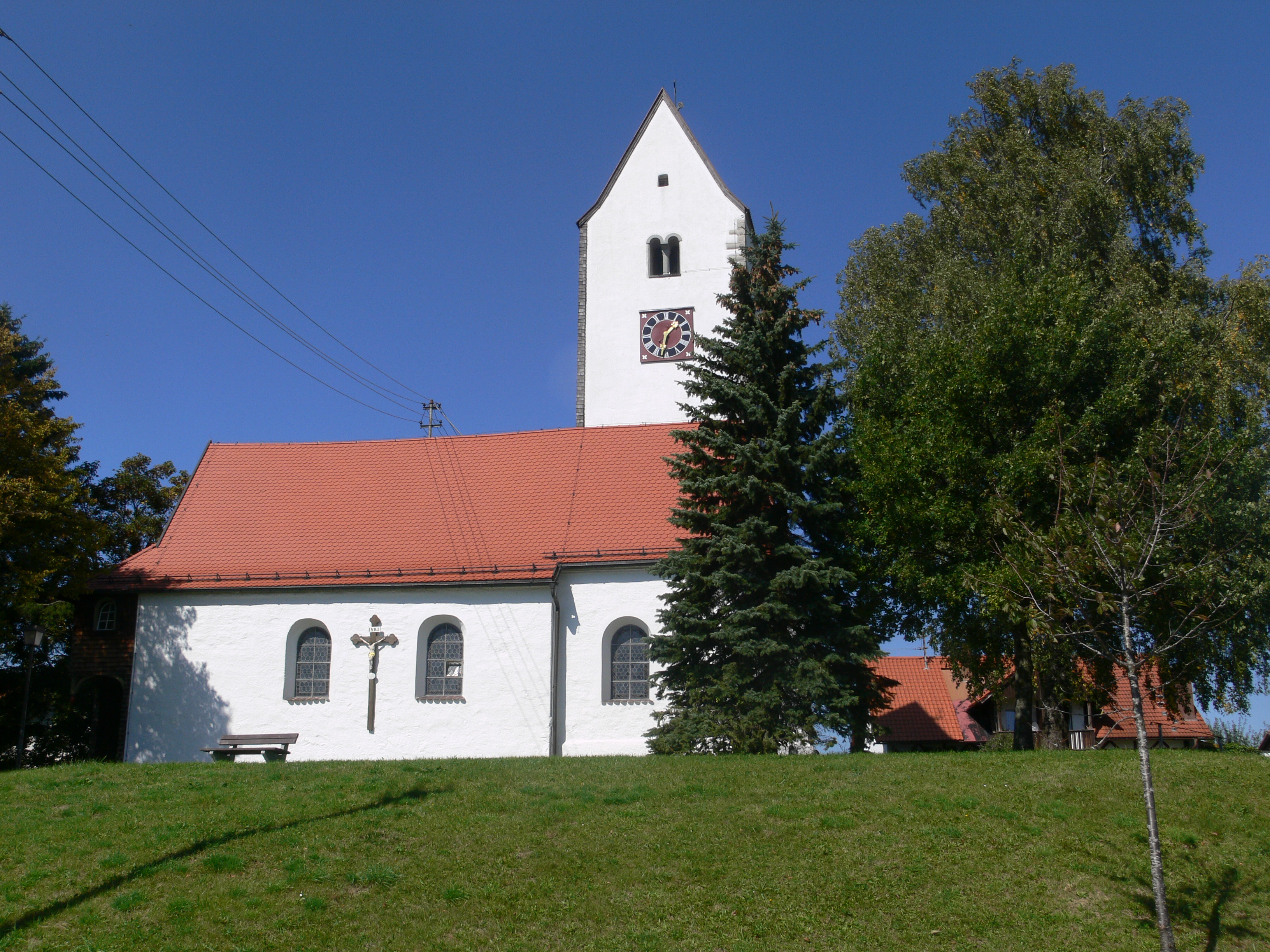
St. Johannes der Täufer in Ermengerst

Die römisch-katholische Filialkirche St. Johannes der Täufer befindet sich in Ermengerst, einem Ortsteil von Wiggensbach im Landkreis Oberallgäu (Bayern). Die dem Patrozinium Johannes’ des Täufers geweihte Kirche steht unter Denkmalschutz.

## Geschichte
Fürstabt Rupert von Bodman von Kempten erneuerte den Kirchenbau aus dem 15. Jahrhundert in den Jahren 1680/1690. In dieser Zeit entstand auch die Ausstattung der Kirche. Eine Inschrift am Chorbogen nennt das Jahr 1939 für eine erfolgte Renovierung.

## Baubeschreibung

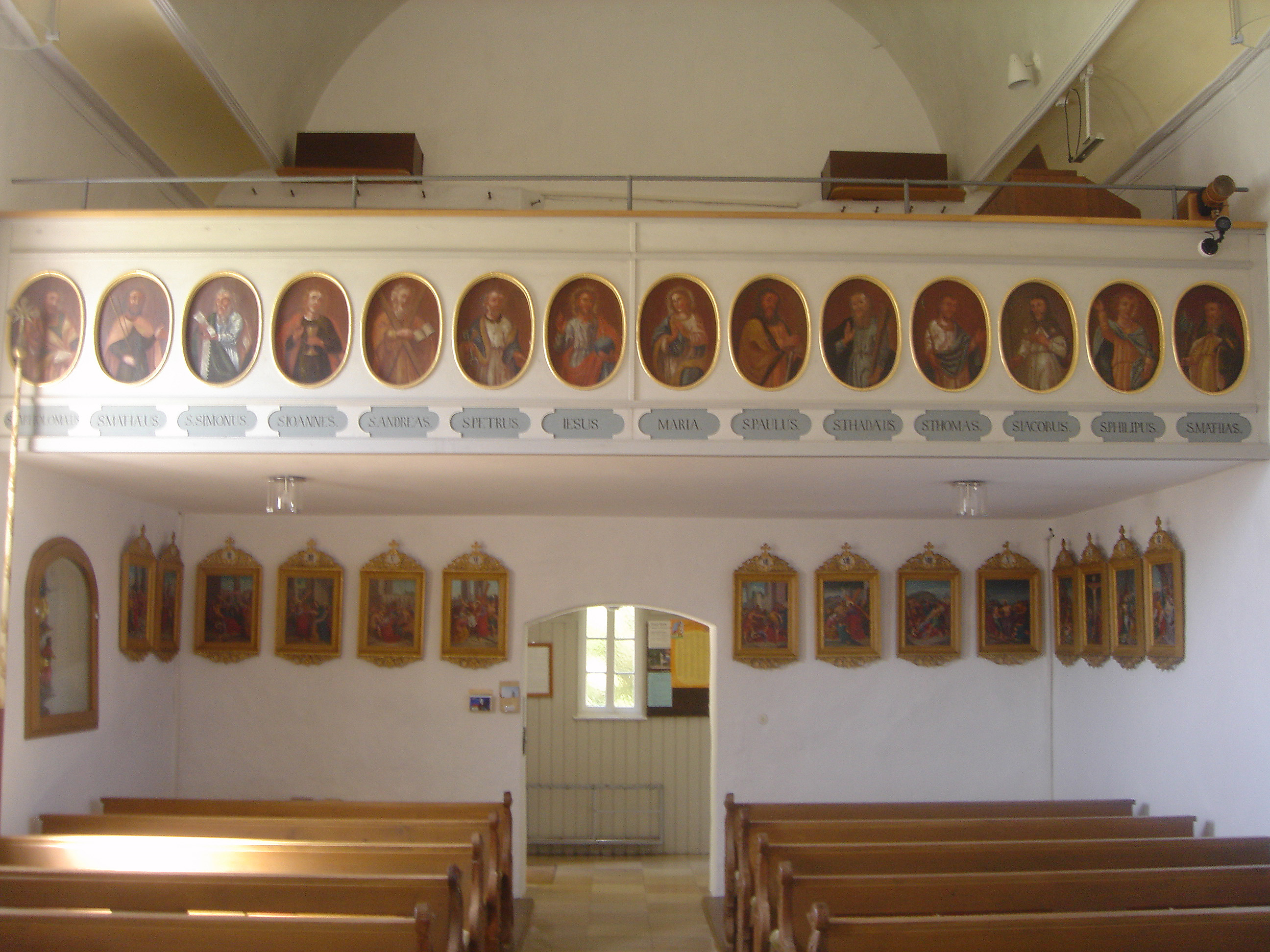
Empore mit ovalen Bildern von Jesus, Maria und den zwölf Aposteln

Das Langhaus der Kirche besteht aus zwei Fensterachsen aus Rundbogenfenstern. Die Decke bildet ein Tonnengewölbe über einem Gesims. Der stichbogige Eingang an der Westseite mit Vorzeichen stammt von 1947, der ebenfalls stichbogige ehemalige Südeingang wurde zu einer Nische vermauert. Zwei einfache Strebepfeiler befinden sich an der Nordwand des Langhauses. Innen an der Westwand ist eine Empore aus Holz eingebaut, welche auf zwei Holzstützen ruht. Die ovalen Bilder in der Emporenbrüstung zeigen Jesus und Maria umgeben von den zwölf Aposteln. Durch einen runden Chorbogen, an dem sich das Wappen des Fürstabts Rupert von Bodmann befindet, schließt sich der eingezogene dreiseitig geschlossene Chor an. Um den Chor ist außen ein Sockelstreifen umlaufend. Im Chor sind zwei Rundbogenfenster, in der Süd- und Ostwand, sowie ein vermauertes Spitzbogenfenster an der Südwand vorhanden. Der spätgotische Kirchturm mit Satteldach im nördlichen Chorwinkel besteht aus Roll- und Bruchsteinmauerwerk. Im Turmuntergeschoß befindet sich eine spitzbogige Durchgangstür zum Chor sowie ein Kreuzgratgewölbe. Gekoppelte rundbogige Klangarkaden mit zum Teil noch erhaltenen achteckigen aus Sandstein gefertigten Zwischensäulen mit Blockkapitell sind im Glockengeschoss angebracht.

## Ausstattung

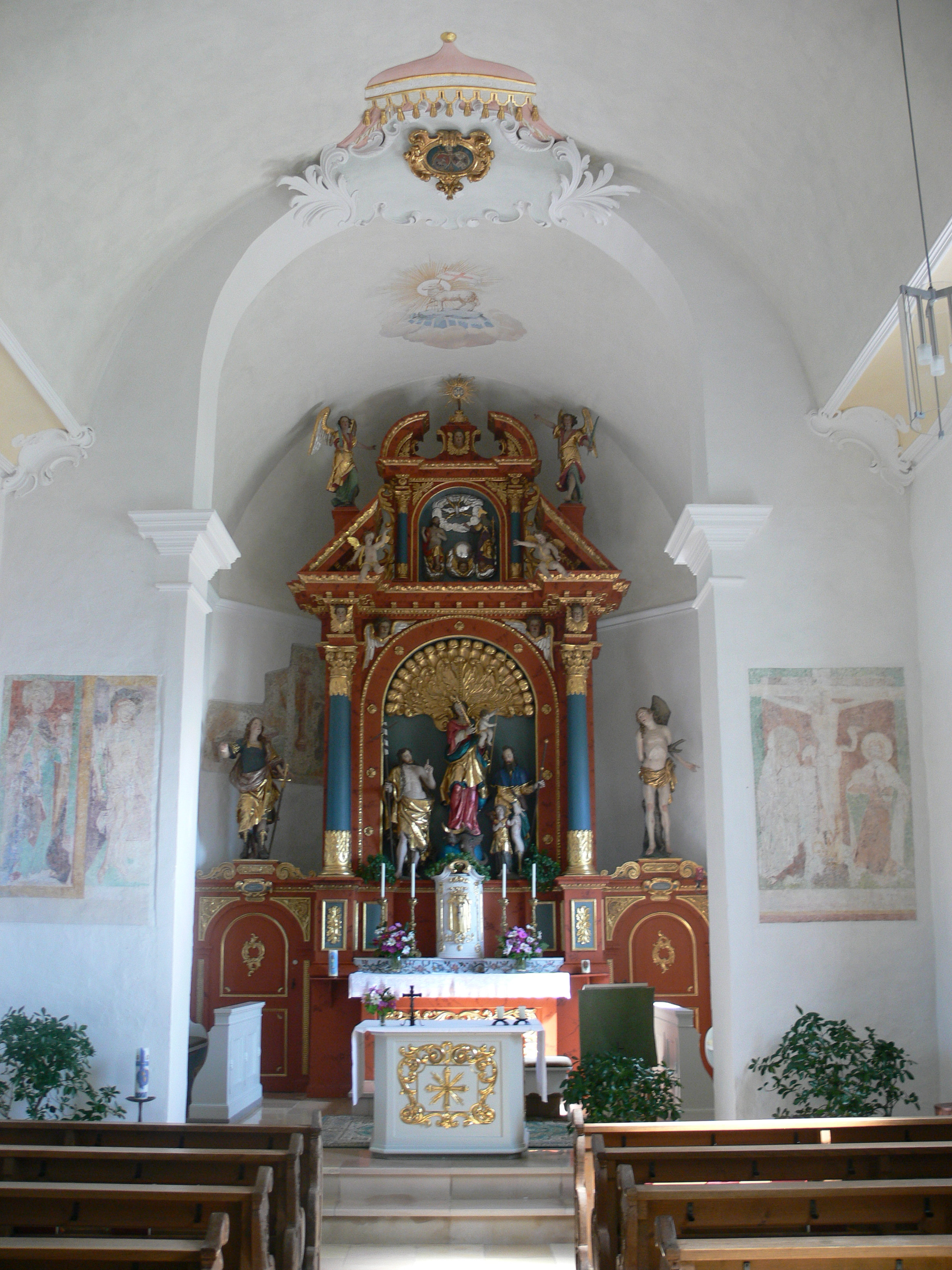
Innenansicht von St. Johannes der Täufer, Ermengerst

Aus den Jahren 1680/1690, in welchen die Kirche erneuert wurde, stammen sowohl die Altäre mit den Holzfiguren, wie auch das Laiengestühl. Letzteres enthält geschnitzte Ranken und dreifeldrig mit Pilastern gegliederte Brüstungen. Der Hochaltar enthält in der Mitte eine Muttergottesfigur, unmittelbar links davon ist eine Holzfigur Johannes’ des Täufers, auf der rechten Seite die des heiligen Rochus aufgestellt. Flankiert wird die Figurengruppe mit zwei Säulen, auf deren Gebälk mehrere Putten und die Darstellung der Dreifaltigkeit im Altarauszug zu sehen sind. Seitlich der Ädikula befinden sich Durchgänge zur Sakristei. Jeder der beiden Durchgänge bildet dabei den Sockel für eine lebensgroße Figur, links ist der heilige Pankratius, rechts der heilige Sebastian.
Die Kanzel stammt aus dem Ende des 17. Jahrhunderts und besitzt keinen Schalldeckel. Die Ecken der Kanzel enthalten Holzstatuetten der vier Evangelisten, auf drei Seiten ist der Kanzelkorb mit Akanthusranken besetzt. Die neubarocken Chor- und Beichtstühle stammen aus der Zeit um 1920.
Die drei Gemälde in der Kirche zeigen die Enthauptung des Johannes (bezeichnet mit 1683), Esther vor Ahasverus aus dem späten 18. Jahrhundert und eine Ölbergszene, die jedoch stark übermalt wurde. Das Deckenbild im Langhaus mit der Szene der Taufe Christi im Jordan ist mit Huwyler 1903 signiert.

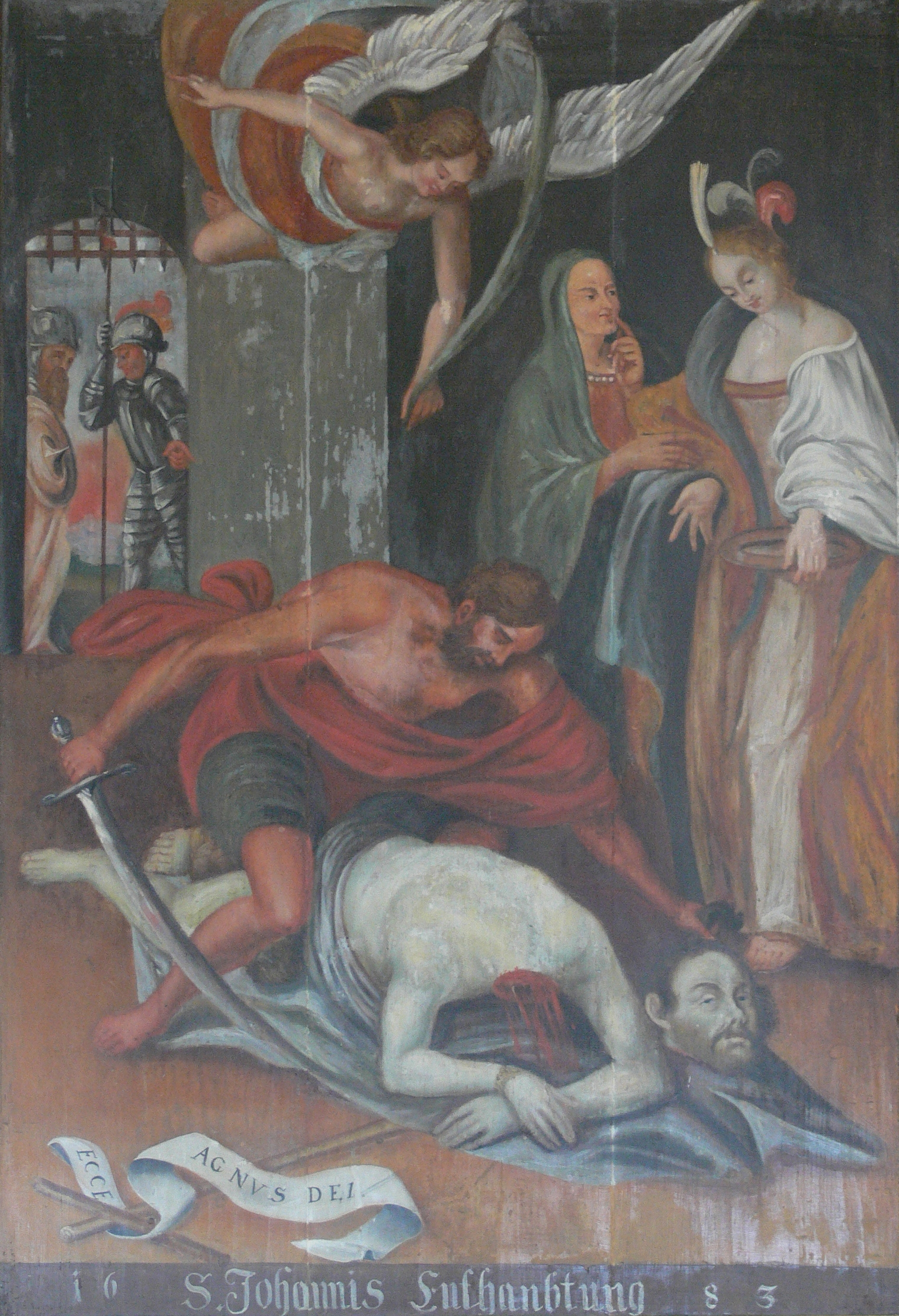
Enthauptung des Johannes, signiert mit 1683
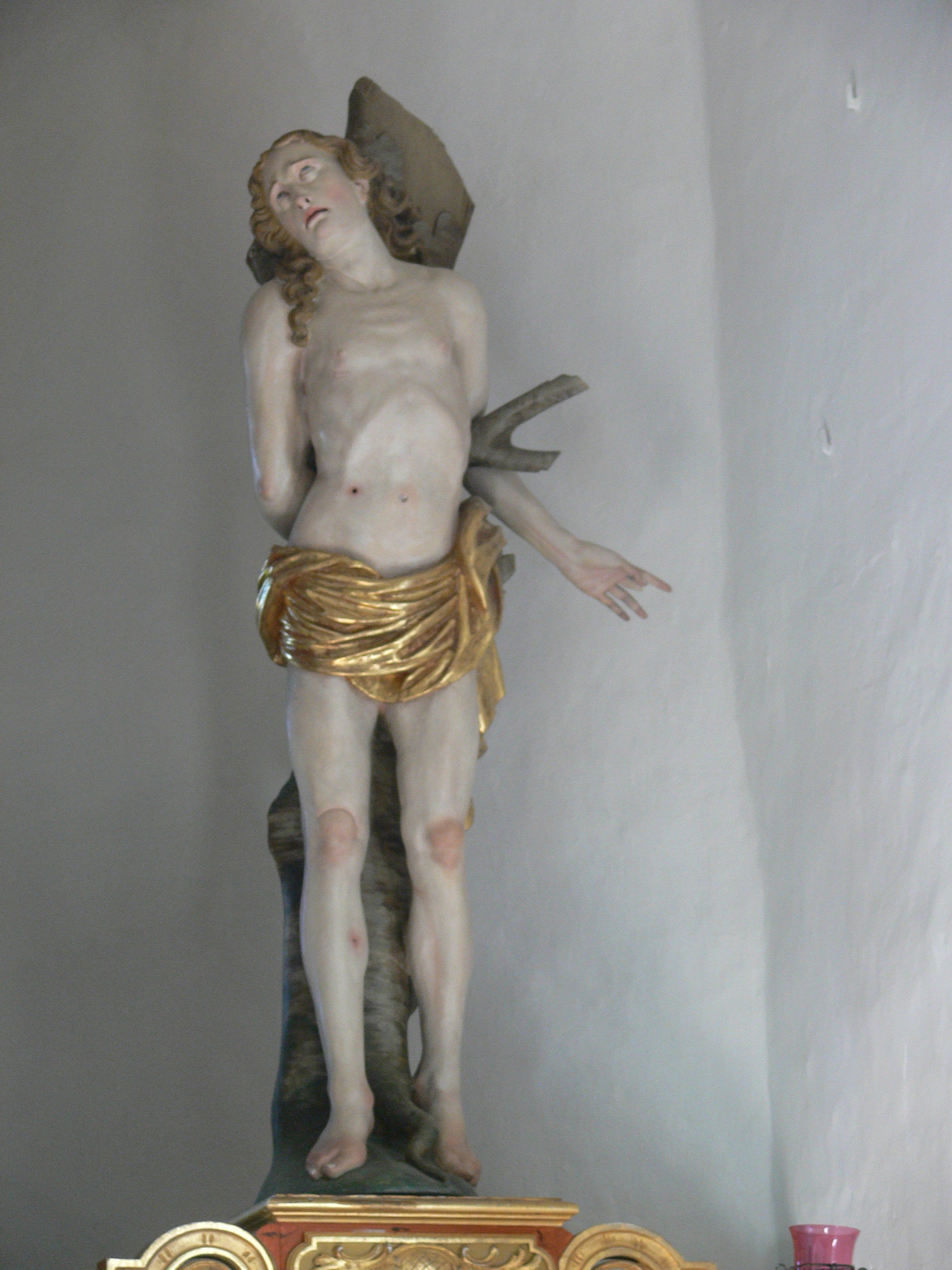
Heiliger Sebastian
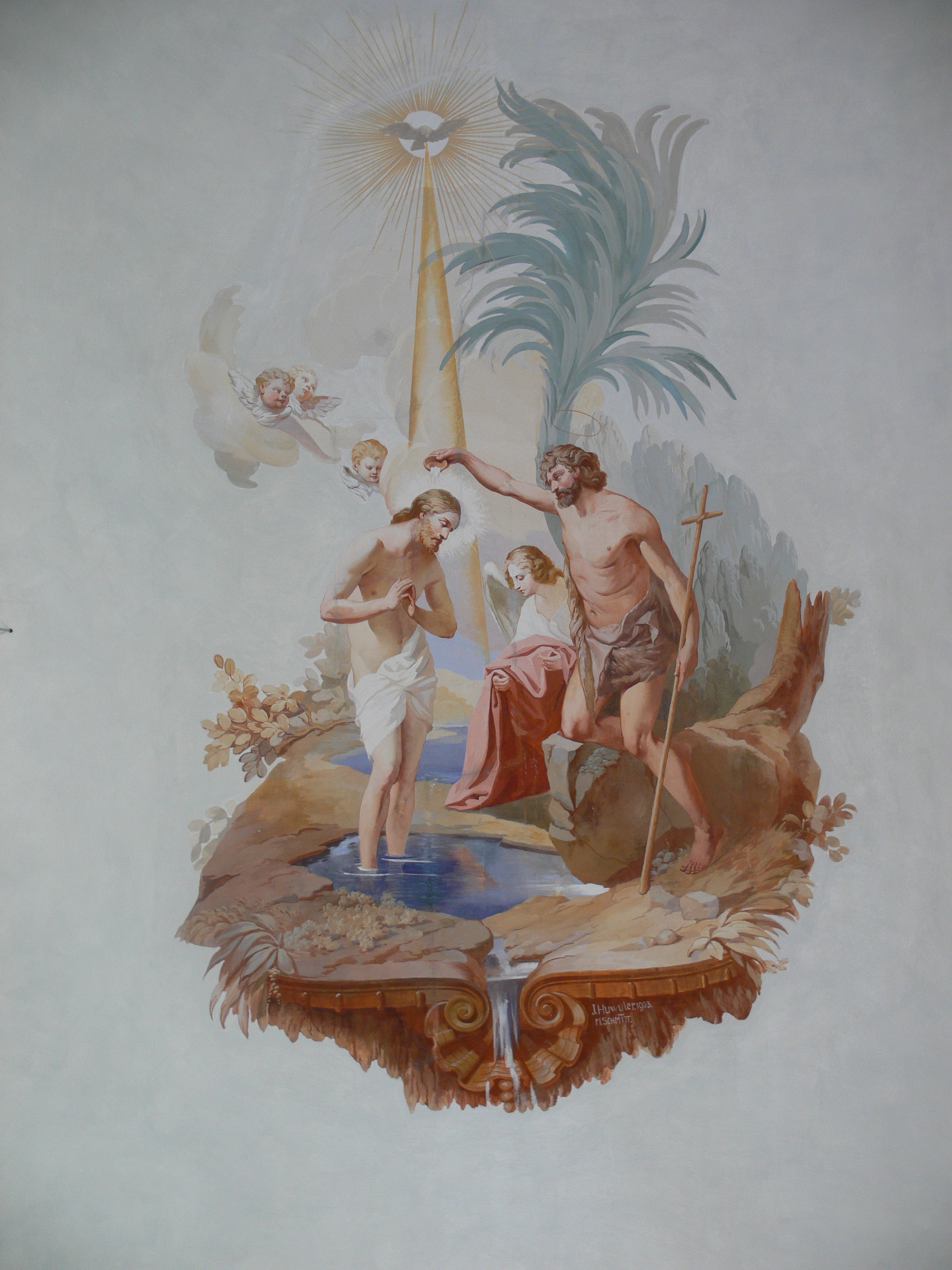
Deckenbild mit der Taufe Christi, signiert mit Huwyler 1903